# La gran aventura en globo
La gran aventura en globo (título original: Olly Olly Oxen Free) es una película de aventura estadounidense de 1978 dirigida por Richard A. Colla y protagonizada por Katharine Hepburn.

## Sinopsis
En una pequeña localidad al norte de California, dos niños quieren celebrar el cumpleaños de su abuelo volando en un globo aerostático. Con la ayuda de una valiente anciana viven unas jornadas inolvidables.

## Reparto
- Katharine Hepburn como Miss Pudd.
- Kevin McKenzie como Alby.
- Dennis Dimster como Chris.
- Peter Kilman como Mailman.
- Jayne Marie Mansfield.
- Joseph McBride como el espectador.